# 梅家樹
梅家樹（1963年—），中華民國海軍二級上將，因常年扮演危機管理解決角色而獲暱稱「海軍阿信」，是繼董翔龍博士以後，第二位成功級巡防艦出身海軍司令，是前國防部部長高廣圻嫡系人馬，軍旅仕途深受高廣圻、陳永康上將兩人器重與拔擢，現任參謀總長，曾任海軍司令、副參謀總長執行官、海軍副司令、國防部常務次長、國防部軍備局局長、海軍參謀長、國防部政務辦公室主任、參謀本部作計參謀助理次長、海軍戰系工廠廠長、海軍2010年敦睦遠航訓練支隊支隊長、海軍146艦隊長、海軍261戰隊長、海軍基隆艦長等職，畢業於海軍官校1985年班（74年班）、國防大學海軍指參學院2001年班（90年班）、國防大學戰爭學院2006年班（95年班）。2009年1月1日晉升少將、2016年1月1日晉升中將。
2021年6月24日，國防部新聞稿公告，梅家樹中將晉升海軍二級上將，並調任為新任副參謀總長上將執行官。此調任案於該年7月1日生效。2022年6月16日，升任海軍司令。
2023年4月18日，國防部表示奉總統核定，由海軍司令部司令梅家樹上將接任參謀總長；而國防部參謀本部副參謀總長唐華中將調任海軍司令部司令，同時晉任海軍二級上將。

## 荣誉

### 中华民国勋章奖章
- 陆海空军甲种一等奖章（2019年4月颁授[4]）
- 四等宝鼎勋章（2021年4月6日于台北博爱营区颁授[5]）
- 三等云麾勋章（2022年6月16日于台北海军司令部中正堂颁授[6]）
- 二等云麾勋章（2024年5月15日于總統府頒授[7]）